# Estrutura agrária
A estrutura agrária refere-se basicamente ao padrão de distribuição da propriedade das terra agrícolas. Envolve também  um complexo de relações  entre  regime de propriedade fundiária, produção agrícola e serviços complementares, num dado marco institucional. Considera-se que a estrutura agrária de um país - o maior ou menor grau de concentração da propriedade da terra - é expressão da estrutura social desse país.